# Клан Берд
Клан Берд (шотл. - Clan Baird, гельск. - Mac a’Bhaird) – клан МакБайрд, клан Мак а-Байрд – один з кланів рівнинної частини Шотландії – Лоуленду. На сьогодні клан не має визнаного герольдами Шотландії вождя, тому називається в Шотландії «кланом зброєносців». 
Гасло клану: Dominus Fecit  - Господь стоворив (лат.) 
Землі клану: Авхмеддан, Абердиншир 

## Історія клану Берд
Згідно легенди засновниками клану Берд були герої Берд та Тернбулл. Згідно легенди засновник клану Берд в часи правління короля Шотландії Вільяма І Лева (1165 – 1214) вбив величезного дикого вепра, що тероризував місцевість. Схожа легенда існує і щодо засновників деяких інших шотландських кланів, зокрема клану Кемпбелл. 
Назва клану Берд – Байрд походить від назви місцевості в Ланаркширі. Там є селище Біггар (шотл. – Biggar). У ХІІІ столітті це селище і землі навколо нього належало клану, що і отримав свою назву від цього селища. На початку XIV століття король Шотландії Роберт Брюс подарував землі Мейкл (шотл. – Meikle) та Літтл Кайп (шотл. - Little Kyp), а також землі у Ланаркширі Річарду Берду.  
Фергус Де Берд, Джон Берд, Роберт Берд, що згадуються ще документах ХІІІ століття, зокрема в «Рагман Роллс», належали до гілки Кайп клану Берд. Клан розростався і зайняв землі Авхмедден в Абердинширі. 
Вожді клану Берд мали шлюби з дочками вождів клану Кейт та графів Марішал і цим зміцнили свій вплив в Шотландії. 
У свій час шотландський пророк Томас Раймер проголосив пророцтво щодо клану Берд: «... і буде літати орлом Крайг, доки клан Берд буде в Авхмеддені». Колись в цих місцях на скелях гніздилася пара орлів, які покинули цей район, коли маєтки Авхмедден перейшли в руки графів Абердина. Орли повернулися на ті скелі, коли клан Берд повернувся на ці землі, внаслідок шлюбу молодшої дочки Вільяма Берда Ньюбайта з лордом Геддоу – старшим сином графа Абердин. Потім ця садиба перейшла у власність до однієї з гілок клану Гордон.  

## Відомі люди з клану Берд
- Джон Берд (пом. 1689 року) – суддя часів революції та громадянської війни на Британських островах. Його нащадком був Девід Берд – генерал часів наполеонівських війн.
- Джон Логі Берд(1888 - 1946) - піонер телебачення. Народився в місті Геленсбург в Дунбартонширі, отримав освіту в Університеті Глазго. Він транслював першу телевізійну передачу в 1926 році з горища свого будинку і продовжував свою новаторську роботу аж до своєї смерті в 1946 році, в тому числі він здійснив першу трансатлантичну передачу в 1926 році.